# 대칭차

벤 다이어그램으로 표현한 대칭차

집합론에서, 두 집합의 대칭차(對稱差, 영어: symmetric difference) 또는 대칭차집합(對稱差集合)은 둘 중 한 집합에는 속하지만 둘 모두에는 속하지는 않는 원소들의 집합이다. 명제의 배타적 논리합과 유사하다. 집합 {\displaystyle A}와 {\displaystyle B}의 대칭차는 보통 {\displaystyle A\bigtriangleup B}로 표기한다.

## 정의
두 집합 {\displaystyle A}와 {\displaystyle B}의 대칭차는 다음과 같다.:21, §1.3
{\displaystyle A\bigtriangleup B=(A\cup B)\setminus (A\cap B)=(A\setminus B)\cup (B\setminus A)}
여기서 {\displaystyle A\cup B}는 합집합, {\displaystyle A\cap B}는 교집합, {\displaystyle A\setminus B}와 {\displaystyle B\setminus A}는 차집합을 나타낸다. 다시 말해, 대칭차는 두 집합 가운데 정확히 하나에만 속하는 원소들의 집합이다.

## 성질
대칭차는 교환 법칙과 결합 법칙을 만족시킨다.
{\displaystyle A\bigtriangleup B=B\bigtriangleup A}
{\displaystyle (A\bigtriangleup B)\bigtriangleup C=A\bigtriangleup (B\bigtriangleup C)}

## 예
두 집합
{\displaystyle A=\{1,2,3\}}
{\displaystyle B=\{2,3,4,5\}}
의 대칭차는
{\displaystyle A\bigtriangleup B=\{1,4,5\}}
이다.

## 같이 보기
- 불 함수
- 여집합
- 배타적 논리합
- 퍼지 집합
- 교집합
- 자카드 지수
- 집합론
- 대칭
- 합집합
- 포함배제의 원리